# Hugh le Despenser

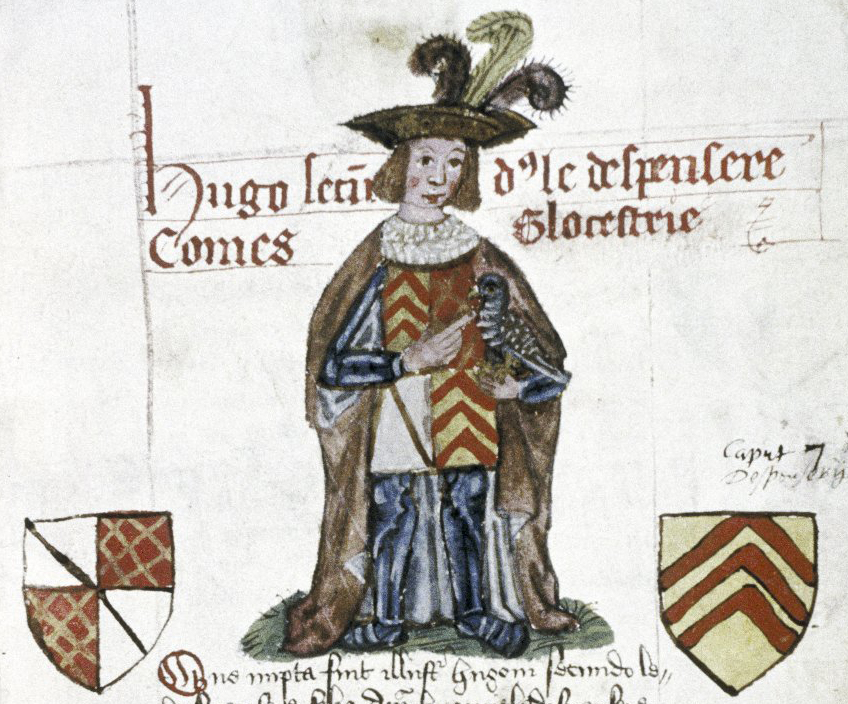
Hugh le Despenser

Sir Hugh le Despenser (Hugh le Despenser the Younger; * 1286; † 24. November 1326 in Hereford) war ein englischer Höfling und Politiker. Er war ein Günstling des englischen Königs Eduard II.

## Herkunft
Hugh le Despenser war ein Sohn von Hugh le Despenser dem Älteren und von Isabella de Beauchamp, einer Tochter von William de Beauchamp, 9. Earl of Warwick. Sein Großvater Hugh le Despenser, 1. Baron le Despenser war 1265 als Rebell in der Schlacht von Evesham gefallen. Seine Eltern heirateten um 1285, sein Vater hatte 1281 die Besitzungen des Großvaters zurückerhalten und wurde 1295 als 2. Baron le Despenser ins Parlament berufen.

## Leben

### Aufstieg zum Landadligen

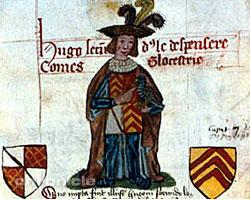
Hugh le Despenser dargestellt als Earl of Gloucester; auf diesen Titel erhob er aufgrund seiner Ehe einen Anspruch.

Am 22. Mai 1306 wurde Hugh gemeinsam mit dem Prince of Wales zum Ritter geschlagen. Im gleichen Sommer durfte er Eleanor de Clare, eine Enkelin von König Edward I. von England und älteste Schwester von Gilbert de Clare, 7. Earl of Hertford heiraten, was wahrscheinlich ein Ausgleich für Schulden war, die der König bei seinem Vater hatte. Zu diesem Zeitpunkt war Despenser nur der Erbe eines kleineren Barons und hatte selbst keinen eigenen Besitz. Am 14. Mai 1309 übergab ihm der neue König Eduard II., der Onkel seiner Frau, das bisher dem Templerorden gehörende Gut Sutton in Norfolk, wodurch er ein Jahreseinkommen in Höhe von £ 200 bezog. Im folgenden Jahr übereignete ihm sein Vater weitere Güter in Cambridgeshire, Suffolk und Essex, die aus dem Erbe von Hughs Großmutter Aliva Basset stammten. 1313 begleitete Despenser den König auf eine Reise nach Frankreich. Um diese Zeit wurde er Vormund des minderjährigen William Huntingfield. Diese Aufgabe und die damit verbundenen Einkünfte hatte auch Thomas Plantagenet, 2. Earl of Lancaster angestrebt, so dass diese Entscheidung des Königs mit ein Grund für die spätere Feindschaft zwischen Lancaster und Despenser war.

### Aufstieg zum Magnaten
Als Eleanors Bruder Gilbert de Clare 1314 in der Schlacht von Bannockburn getötet wurde, wurde seine Frau zusammen mit ihren beiden Schwestern eine der drei Erbinnen der reichen Besitzungen der Familie Clare. Gilberts Witwe Maud behauptete jedoch, schwanger zu sein, so dass die Aufteilung des Erbes zunächst verschoben wurde. Als Maud jedoch kein Kind bekam, besetzte der ungeduldige Despenser, der nicht an die Schwangerschaft seiner Schwägerin glaubte, im Mai 1315 Tonbridge Castle, das bislang vom Erzbischof von Canterbury verwaltet worden war. Despenser musste die Burg schließlich im Juni räumen und wieder dem Erzbischof übergeben, doch verdeutlicht diese Episode bereits Despensers Gier und Gewaltbereitschaft.
Die Aufteilung des Erbes der Familie Clare verzögerte sich 1316 durch die Rebellion von Llywelyn Bren im walisischen Glamorgan, das zum Erbe gehörte. Dazu mussten für die beiden jüngeren, doch bereits verwitweten Schwestern von Despensers Frau noch geeignete Ehegatten gefunden werden. In dieser Zeit gehörte Despenser zusammen mit Roger Damory und Hugh de Audley zu einer kleinen Gruppe von Höflingen, die hoch in der Gunst des Königs standen. Elizabeth de Clare heiratete schließlich Roger Damory, und Margaret de Clare, die Witwe von Piers Gaveston, wurde mit Hugh de Audley verheiratet. Durch die schließlich im November 1317 erfolgte Aufteilung des Erbes wurde Despenser zu einem bedeutenden Magnaten, dessen Jahreseinkommen aus dem Erbe etwa £ 1500 betrug. Zu seinem Erbteil gehörte Glamorgan, so dass er als Baron der Welsh Marches gegenüber den englischen Baronen Privilegien hatte. Er ließ sich vom König den im Tower of London festgehaltenen Rebellen Llywelyn Bren ausliefern und richtete ihn 1318 ohne ordentliches Gerichtsverfahren hin. Die Besitzungen von Llywelyn Bren beschlagnahmte er. Zugleich begann Despenser damit, seinen Besitz in Südwales auf Kosten der anderen Erbinnen und Nachbarn zu erweitern. Bevor Hugh de Audley formell die an Glamorgan angrenzende Herrschaft Wentloog in Besitz nehmen konnte, hatte sich Despenser der Treue der dortigen Lehnsmänner versichert und konnte gegen den anfänglichen Widerstand des Königs den Besitz über die Baronie halten. Der König bestätigte Despenser schließlich als Herr von Wentloog, während Audley sich mit kleineren Lehen in England zufriedengeben musste. Einen weiteren Streit begann Despenser in Südwestwales, wo er Dryslwyn Castle mit der Herrschaft von Cantref Mawr geerbt hatte. Dort begann er sofort einen Grenzstreit mit John Giffard, dem Baron des westlich angrenzenden Cantref Bychan.

### Günstling des Königs
Despenser wurde im Oktober 1318 vom Parlament zum Lord Chamberlain of the king’s household ernannt. Als Mitglied des Hofes manövrierte Hugh sich rasch in der Gunst von Eduard II. nach vorne und verdrängte Damory und de Audley aus ihren Stellungen. Die Bevorzugung Despensers erinnerte die Zeitgenossen an Piers Gaveston, den früheren Favoriten des Königs, der 1312 von einer Adelsopposition unter dem Earl of Lancaster hingerichtet worden war. Durch sein Amt hatte Despenser unmittelbaren Zugang zum König, während er gleichzeitig anderen, darunter selbst der Königin Isabella, den Zugang erschwert haben soll. Es gibt nur geringe Anhaltspunkte für den Verdacht, dass zwischen Despenser und dem König, dem bereits ein sexuelles Verhältnis mit Gaveston nachgesagt worden war, ebenfalls eine sexuelle Beziehung bestand. Unzweifelhaft bestand zwischen dem König und seinem Favoriten ein enges, vertrauensvolles Verhältnis.

### Despenser War: Exil und Rückkehr
Die Spannungen, die es unter Eduard II. in England zwischen dem König und dem Adel gab, wurden durch die Bevorzugung Despensers, den schmachvollen Fehlschlag des Feldzugs von 1319 gegen Schottland und zuletzt durch Despensers Expansionsbestrebungen in den Welsh Marches verschärft. Als Despenser 1320 die Herrschaft Gower von dem verschuldeten Baron William de Braose kaufen wollte, kam es zum Widerstand der anderen Marcher Lords unter Führung von John Mowbray, dem Schwiegersohn von Braose, der um sein Erbe fürchtete. Dem Bündnis der Marcher Lords gegen Despenser gehörten unter anderem Humphrey de Bohun, 4. Earl of Hereford, Roger Mortimer of Wigmore, Maurice de Berkeley und Hugh de Audley an. Im Oktober 1320 besetzte Mowbray Gower. Der König intervenierte und zwang Mowbray bis Ende des Jahres, Gower unter die Verwaltung des Königs zu stellen. Damit fürchteten die Marcher Lords nicht nur die Bestrebungen Despensers, sondern auch um ihre Privilegien in den Welsh Marches. Im sogenannten Despenser War eroberte und plünderte das vereinte Heer der Marcher Lords im Mai 1321 Despensers Besitzungen in Südwales. Der Earl of Lancaster schloss sich der Rebellion an. Im August 1321 marschierten die Rebellen mit ihrem Heer nach London. Im Parlament erhoben sie schwerwiegende Beschuldigungen gegen Despenser und seinen Vater: Beeinträchtigung der königlichen Macht, Verhinderung des Zugangs zum König ohne ihre Anwesenheit, Einsetzung korrupter Beamter und Veruntreuung des Besitzes der Tempelritter. Der jüngere Despenser wurde dazu der widerrechtlichen Ermordung des Rebellen Llywelyn Bren beschuldigt. Der Earl of Pembroke, einer der gemäßigten Barone, riet dem König, den Forderungen der Rebellen nachzugeben, und am 14. August stimmte der König im Parlament der Verbannung der Despensers aus England zu. Die Rebellen wurden dagegen am 20. August für ihre Vergehen während des Kriegs vom Parlament begnadigt.
Während sein Vater in die zu England gehörende Gascogne ging, betätigte sich Despenser als Pirat. Vermutlich durch Vermittlung des Königs stellten ihm die Cinque Ports Schiffe zur Verfügung. Im Ärmelkanal überfiel er ein genuesisches Handelsschiff, ermordete die Besatzung und plünderte die Ladung. Anschließend griff er Southampton an. Der König nahm insgeheim Kontakt mit ihm auf und bereitete einen Vergeltungsschlag gegen die rebellischen Barone vor. Dabei gelang es ihm, die rebellischen Barone zu spalten und nacheinander zu besiegen. Eine kurzfristig auf Geheiß des Königs von Walter Reynolds, dem Erzbischof von Canterbury einberufene Versammlung der englischen Bischöfe, zu der nur fünf von 17 Bischöfen erschienen, erklärte die Verbannung der Despensers für unrechtmäßig, so dass der König die Verbannung am 8. Dezember aufhob. Nachdem der König bis Ende Januar 1322 die Kontrolle über die Welsh Marches zurückerobert hatte, schlossen sich ihm die Despensers am 2. März in Lichfield an. Am 16. März wurde das Heer der verbliebenen Rebellen in der Schlacht bei Boroughbridge entscheidend geschlagen. Der Earl of Hereford fiel, während Lancaster und zahlreiche andere Rebellen in Gefangenschaft gerieten und hingerichtet wurden.

### Tyrannei Eduards II. und der Despensers

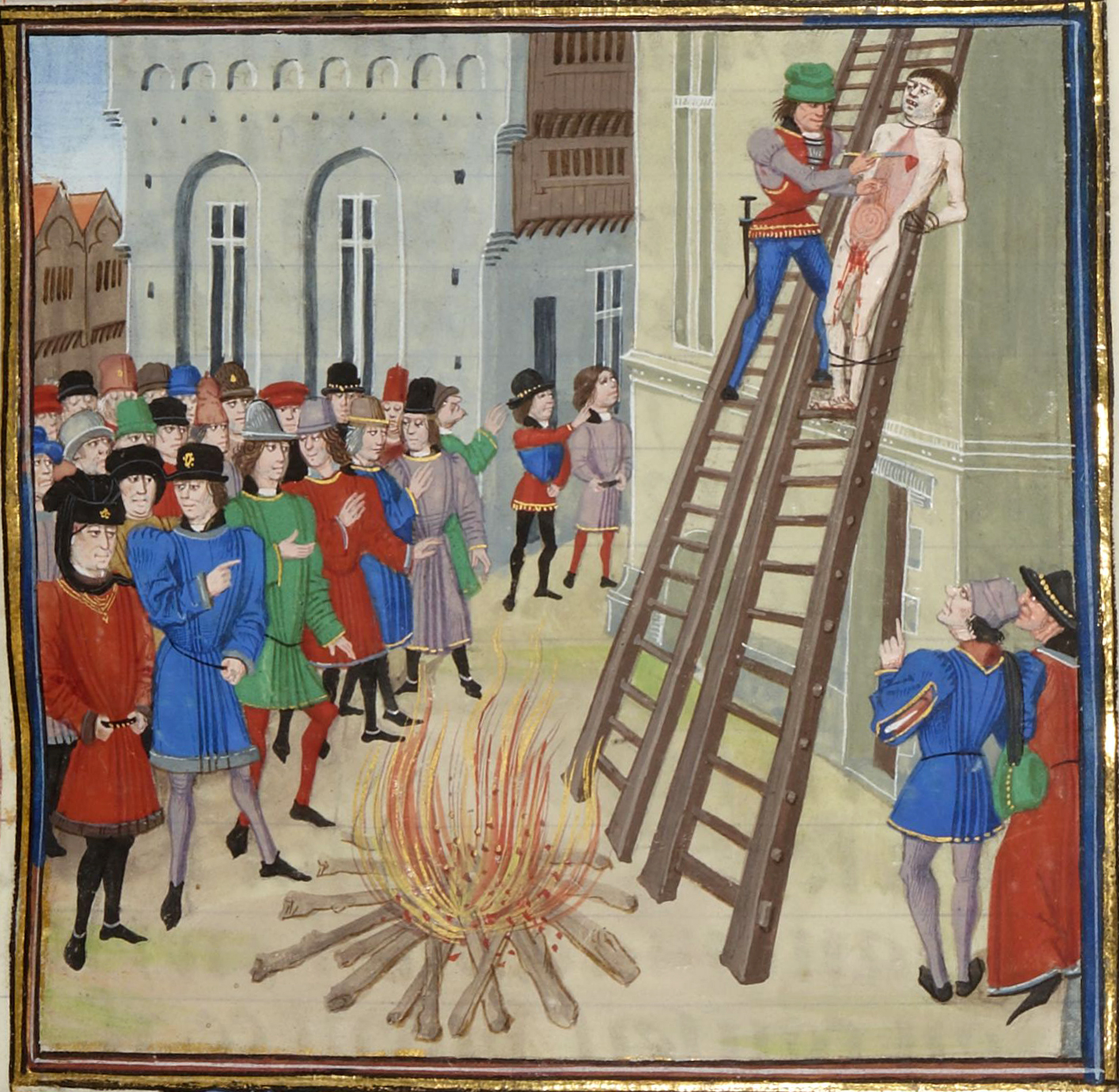
Die Hinrichtung von Hugh le Despenser dem Jüngeren, aus einem Manuskript von Jean Froissart.

Nach der Zerschlagung der Adelsopposition erreichte Despensers Macht und Reichtum ihren Höhepunkt. Sein Vater war zum Earl of Winchester erhoben worden, mit ihm zusammen beherrschte er den Königshof, und auf seinen Besitzungen herrschte er nahezu unbeschränkt. Der jüngere Despenser schuf ein Netzwerk von Gefolgsleuten, die gleichzeitig als königliche Beamte dienten, womit er gewaltigen Einfluss auf die Regierung erhielt. Gegen seine Entscheidungen hatten seine Gegner und Opfer kaum Einspruchmöglichkeiten, da die königlichen Beamten zugleich seine Gefolgsleute waren. Dieses Vorgehen offenbarte sich vor allem in der Beschlagnahmung und anschließenden Verwaltung der Besitzungen der Angehörigen der Adelsopposition. Durch die königliche Gunst, durch Gesetzesbeugung und durch Gewalt erweiterte Despenser seinen Besitz so, dass er zuletzt ein Jahreseinkommen in Höhe von über £ 7000 hatte. Alice de Lacy, die Witwe von Lancaster, musste ihm Ländereien übergeben, und selbst Marie de Saint-Pol, die Witwe des loyalen Earls of Pembroke, litt unter Despensers Schikanen, mit deren Hilfe er die Besitzungen ihres Mannes in Südwales erwerben wollte. Elizabeth de Clare, die Witwe von Roger Damory, musste 1322 ihre reiche Baronie Usk mit dem ausgeplünderten Gower tauschen. Anschließend brachte Despenser 1324 den vorigen Besitzer von Gower, William de Braose dazu, Gower wieder zurückzufordern. Nachdem Elizabeth ihm die Baronie übergeben musste, reichte sie Braose an Despensers Vater weiter, der sie dann wieder an seinen Sohn übergab. Dazu erwarb Despenser Striguil, Abergavenny, Cilgerran und Pembroke, so dass ihm Südwales vom Wye bis zum Teifi gehörte.
Seinen Reichtum verwendete er für den Ausbau von Caerphilly Castle und die Ausschmückung von Tewkesbury Abbey. In Tewkesbury Abbey sind Glasmalereien erhalten, die unter seiner Witwe und seinem Sohn vollendet wurden. Sie zeigen Despenser zwischen Robert Fitzhamon und Gilbert de Clare, 4. Earl of Hertford, zwei seiner Vorgänger als Herr von Gloucestershire. Weitere Bilder im Chorbogen stellen ihn im Paradies dar.

### Widerstand, Sturz und Tod

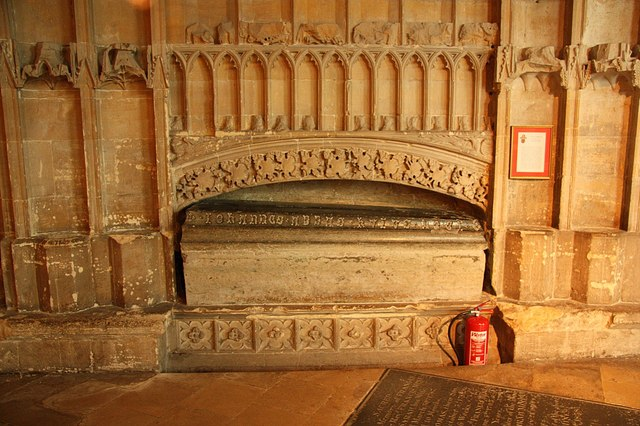
Grab von Hugh le Despenser in Tewkesbury Abbey

Durch die Misserfolge des Königs bei den Konflikten in der Gascogne und in Schottland wuchs die Unzufriedenheit über die Willkürherrschaft von Despenser. Der sogenannte Krieg von Saint-Sardos in der Gascogne von 1323 bis 1325 war zwar letztlich eher unbedeutend, doch für König Eduard II. und die Despensers hatte er unkalkulierbare Konsequenzen. Der König war unfähig oder unwillig, sein Reich zu verlassen, um einen Frieden zur Beendigung des Konflikts zu schließen, so dass er im März 1325 seine Königin Isabella, die Schwester des französischen Königs Karl IV., als Vermittlerin nach Frankreich sandte. Die Königin konnte einen Frieden aushandeln, wozu der König dem französischen König als Lehnsherrn für die Gascogne huldigen sollte. Der König wollte nun immer noch nicht nach Frankreich reisen, erlaubte aber seinem Sohn und Thronfolger Eduard an seiner Stelle, König Karl IV. zu huldigen. Nach der Huldigung kehrten jedoch weder die Königin noch der Thronfolger nach England zurück. Im Januar 1326 schrieb die Königin an John Stratford, den Bischof von Winchester, dass sie nicht eher nach England zurückkehre, bis die Despensers vom Hof entfernt würden. Despenser muss die Gegnerschaft gegen seine Herrschaft gespürt haben, denn er wandte sich an den Papst, da er sich von schwarzer Magie bedroht fühlte. Im Mai 1326 trafen zwei päpstliche Legaten in England ein, die Despenser zwei Briefe des Papstes überbrachten. Im ersten Brief wurde Despenser aufgefordert, die Aussöhnung von König und Königin zu unterstützen, während er im zweiten allgemein aufgefordert wurde, bessere Beziehungen zu unterhalten. Im Grunde waren die Briefe eine Aufforderung an Despenser, sich vom Hof zurückzuziehen. Der König ließ die Legaten daraufhin festsetzen. Nachdem er sie in Dover Castle befragt hatte, verließen sie England wieder.
Der König und Despenser bereiteten sich nun vor, ihre Herrschaft zu verteidigen. Der Earl of Norfolk, ein Halbbruder des Königs, war mit der Bewachung der Ostküste betraut, lief aber auf die Seite der Königin über, als diese und ihr Liebhaber, der aus der Gefangenschaft entkommene Roger Mortimer of Wigmore, im September 1326 mit einem kleinen Söldnerheer in England landete. Nun zeigte sich, dass die Herrschaft Despensers nicht auf Loyalität beruhte, als seine Gefolgsleute auf die Seite der Königin überliefen. Die Herrschaft des Königs und Despensers brach zusammen. Am 2. Oktober verließen sie London und flüchteten nach Westen. Sie erreichten Wales, wo einige walisische Lords wie Gruffydd Llwyd sie im Despenser War so wirkungsvoll unterstützt hatten. Sie waren am 26. Oktober in Cardiff, als die Truppen der Königin Bristol besetzten und Despensers Vater gefangen nahmen. Despenser und der König flüchteten weiter nach Caerphilly Castle, wo sie Despensers jungen Sohn Hugh im Schutz der starken Garnison zurückließen. Über Margam und Neath Abbey flüchteten sie weiter westwärts, ehe sie am 16. November mit ihrem kleinen Gefolge bei Llantrisant von Henry of Lancaster und dem Waliser Rhys ap Howel gefangen genommen wurden. Despenser wurde nach Hereford gebracht. Nach dem vergeblichen Versuch, sich in der Haft zu Tode zu hungern, wurde er als Verräter zum Tode verurteilt, mit Brennnesseln gekrönt und am 24. November durch Hängen, Ausweiden und Vierteilen hingerichtet.

## Begräbnis
Nach den mittelalterlichen Chroniken wurde Despensers Kopf an der London Bridge aufgestellt, die vier Teile seiner Leiche sollen nach Bristol, Dover, York und Newcastle gesandt worden sein. Erst im Dezember 1330 erhielt seine Witwe von König Eduard III. die Erlaubnis, seine Überreste einzusammeln und sie in Tewkesbury Abbey beizusetzen, angeblich erhielt sie nur den Schädel, einen Oberschenkelknochen und einige Wirbel.
2008 entdeckte Mary Lewis von der University of Reading in den Ruinen von Hulton Abbey im britischen Staffordshire ein Grab mit einem unvollständigen Skelett. Sie glaubt, dass das darin gefundene, unvollständige Skelett von Hugh le Despenser stammt. Die Knochen weisen Spuren einer Bearbeitung mit einer scharfen Klinge auf. Der Schädel und genau die Knochen, die in Tewkesbury Abbey beigesetzt worden sein sollen, fehlen bei dem gefundenen Skelett. Die Radiokohlenstoffdatierung ergab ein Alter der Knochen aus der Zeit zwischen 1050 und 1385; und der Verstorbene sei mindestens 34 Jahre alt geworden.

## Nachkommen
Mit seiner Frau Eleanor de Clare hatte Despenser mehrere Kinder, darunter:
- Elizabeth le Despencer († 1389) ⚭ Maurice de Berkeley, 4. Baron Berkeley, Sohn von Thomas de Berkeley, 3. Baron Berkeley und Margaret Mortimer
- Hugh le Despenser, 1. Baron le Despenser († 1349) ⚭ Elizabeth Montagu
- Edward le Despenser († 1342) ⚭ Anne de Ferrers
- Isabel le Despenser († 1375) ⚭ Richard FitzAlan, 10. Earl of Arundel
- Eleanor le Despenser (1315–1351), Nonne in Sempringham